# Triatoma guasayana
Triatoma guasayana  es un insecto heteróptero y hematófago perteneciente a la subfamilia Triatominae. La especie se vive en la región centro y norte de Argentina, aunque fue registrada hasta el sudoeste de la provincia de Buenos Aires. También se la encuentra en Paraguay y Bolivia. Es una especie de importancia epidemiológica, ya que es un vector de la Enfermedad de Chagas, producida por la infección de Tripanosoma cruzi. Esta especie se diferencia de otras similares porque tiene las patas claras y el pronoto negro (ver la figura).

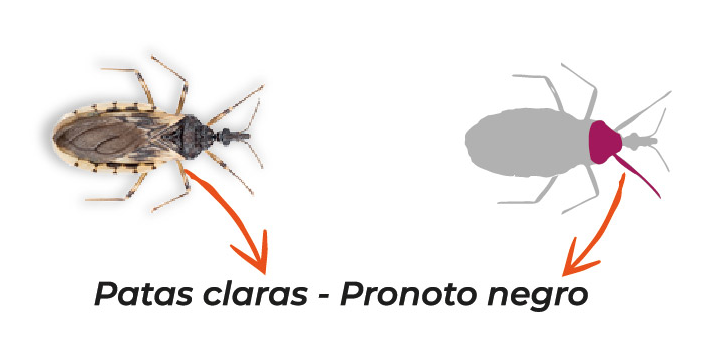
Aspectos distintivos de Triatoma guasayana

## Hábitat
T. guasayana es común en ambientes silvestres, peridomiciliarios y domiciliarios.